# Mdm2
La proteína Mdm2 (de sus siglas en inglés "murine doble minute 2") es un importante regulador negativo del supresor tumoral p53. Mdm2 se corresponde con el nombre tanto de la proteína como del gen que la codifica. Mdm2 actúa como una ubiquitina ligasa E3 que reconoce el dominio de trans-activación N-terminal (TAD) de la proteína p53, y también como un inhibidor de la activación transcripcional de p53.

## Descubrimiento y expresión en células tumorales
El gen mdm2 (doble minuto murino) es un oncogén que codifica la proteína Mdm2, y fue originalmente clonado junto con otros dos genes, mdm1 y mdm3, en la línea 3T3-DM de células transformadas de ratón. La sobre-expresión de Mdm2, en cooperación con la proteína oncogénica Ras, promueve la transformación de fibroblastos primarios en roedores, y la expresión del gen mdm2 conduce a la formación de tumores en ratones desnudos. El ortólogo de esta proteína en humanos fue identificado más tarde y bautizado con el nombre de Hdm2. Apoyando el papel de mdm2 como un oncogén, se pudo observar que en diversos tipos de tumores humanos un incremento de los niveles de Mdm2, incluyendo sarcomas de tejido blando y osteosarcomas, así como cáncer de mama. Se ha descubierto un miembro adicional de la familia Mdm2, denominado Mdm4 o MdmX, que actúa como un importante regulador negativo de p53.

## Diana de ubiquitinación: p53
La diana clave de Mdm2 es el supresor tumoral p53. Mdm2 se ha identificado como una proteína de interacción con p53, que reprime su actividad transcripcional. Mdm2 lleva a cabo esta represión mediante la unión y bloqueo del dominio de trans-activación N-terminal de p53. El gen mdm2 es un gen de respuesta a p53, es decir, su transcripción puede ser activada por p53. Por ello, cuando p53 está estabilizado, la transcripción de Mdm2 es inducida, con lo que aumentan los niveles de proteína Mdm2 en la célula.

## Actividad ligasa E3
Mdm2 también actúa como una ubiquitina ligasa E3, marcando tanto a sí misma como a p53 para ser degradadas por el proteasoma. Varios residuos de lisina en el dominio C-terminal de p53 han sido identificados como sitios de ubiquitinación y se ha demostrado que los niveles de p53 son disminuidos por Mdm2 de un modo dependiente de proteasoma. Mdm2 es capaz de auto-poliubiquitinarse y, acomplejado con p300 (una ubiquitina ligasa cooperante), presenta la capacidad de poliubiquitinar a p53. De este modo, Mdm2 y p53 son los responsables de un bucle de control por feedback negativo que mantiene bajos los niveles de p53 en ausencia de señales estabilizadoras de p53. Este bucle puede ser interferido con quinasas y genes como p14arf cuando las señales de activación de p53, como es el hecho de sufrir daño en el ADN, son numerosas.

## Estructura y función
El transcrito complejo del gen mdm2 codifica una proteína de 491 aminoácidos con un peso molecular de 56 kDa. Esta proteína contiene varios dominios estructurales conservados, incluyendo el dominio de interacción con p53 en el extremo N-terminal, cuya estructura ha sido resuelta mediante cristalografía de rayos X. La proteína Mdm2 también contiene un dominio central ácido (residuos 230-300). La fosforilación de residuos dentro de este dominio parece ser importante para la regulación de la función de Mdm2. Además, esta región contiene señales de importe y exporte nuclear que son esenciales para el correcto tráfico núcleo-citoplasma de Mdm2. Otro dominio conservado dentro de Mdm2 es un dominio de dedos de zinc, cuya función es poco conocida aún.
Mdm2 también contiene un dominio RING en el extremo C-terminal (residuos 430-480), que contiene una secuencia Cis3-His2-Cis3 consenso que coordina dos átomos de zinc. Estos residuos son requeridos para la unión de zinc, que es esencial para el correcto plegamiento del dominio RING. Este dominio confiere a Mdm2 la actividad ubiquitina ligasa y es suficiente para la actividad E3 ligasa en el proceso de auto-poliubiquitinación. El dominio RING de Mdm2 es único en cuanto a que incorpora un motivo Walker A o P-loop característico de proteínas que unen nucleótidos, así como una secuencia de localización nucleolar. El dominio RING también une específicamente ARN, aunque la función que pueda poseer aún es desconocida.

## Regulación
Existen varios mecanismos conocidos para la regulación de Mdm2. Uno de estos mecanismos es la fosforilación de la proteína Mdm2. Mdm2 es fosforilada en multitud de sitios en las células. A continuación de sufrir daño en el ADN, la fosforilación de Mdm2 conduce a cambios en la función y estabilidad de p53. Además, la fosforilación de ciertos residuos del dominio central ácido de Mdm2 pueden estimular su capacidad de marcar a p53 para que sea degradado. La inducción de la proteína p14arf, el marco de lectura alternativo del locus p16INK4a, es también un mecanismo de regulación negativa de la interacción p53-Mdm2. p14arf interacciona directamente con Mdm2 y da lugar a activación de la respuesta transcripcional de p53. ARF secuestra Mdm2 en el nucleolo, resultando una inhibición de la exportación nuclear y una activación de p53, debido a que el transporte al núcleo es esencial para la correcta degradación de p53.
Entre los inhibidores de la interacción Mdm2-p53 cabe destacar un análogo de la cis-imidazolina, la nutlina.
Los niveles y estabilida de Mdm2 también son modulados por ubiquitinación. Mdm2 se auto-ubiquitina, lo que permite que sea degradada por el proteasoma. Mdm2 interacciona también con una proteasa específica de ubiquitina, USP7, que puede revertir la ubiquitinación de Mdm2 y así evitar que sea degradada por el proteasoma. Es interesante resaltar que USP7 también protege de la degradación a p53, que es la principal diana de Mdm2. Por ello, Mdm2 y USP7 forman un intrincado circuito para regular finamente la estabilidad y actividad de p53, cuyos niveles son críticos para su función.

## Interacciones

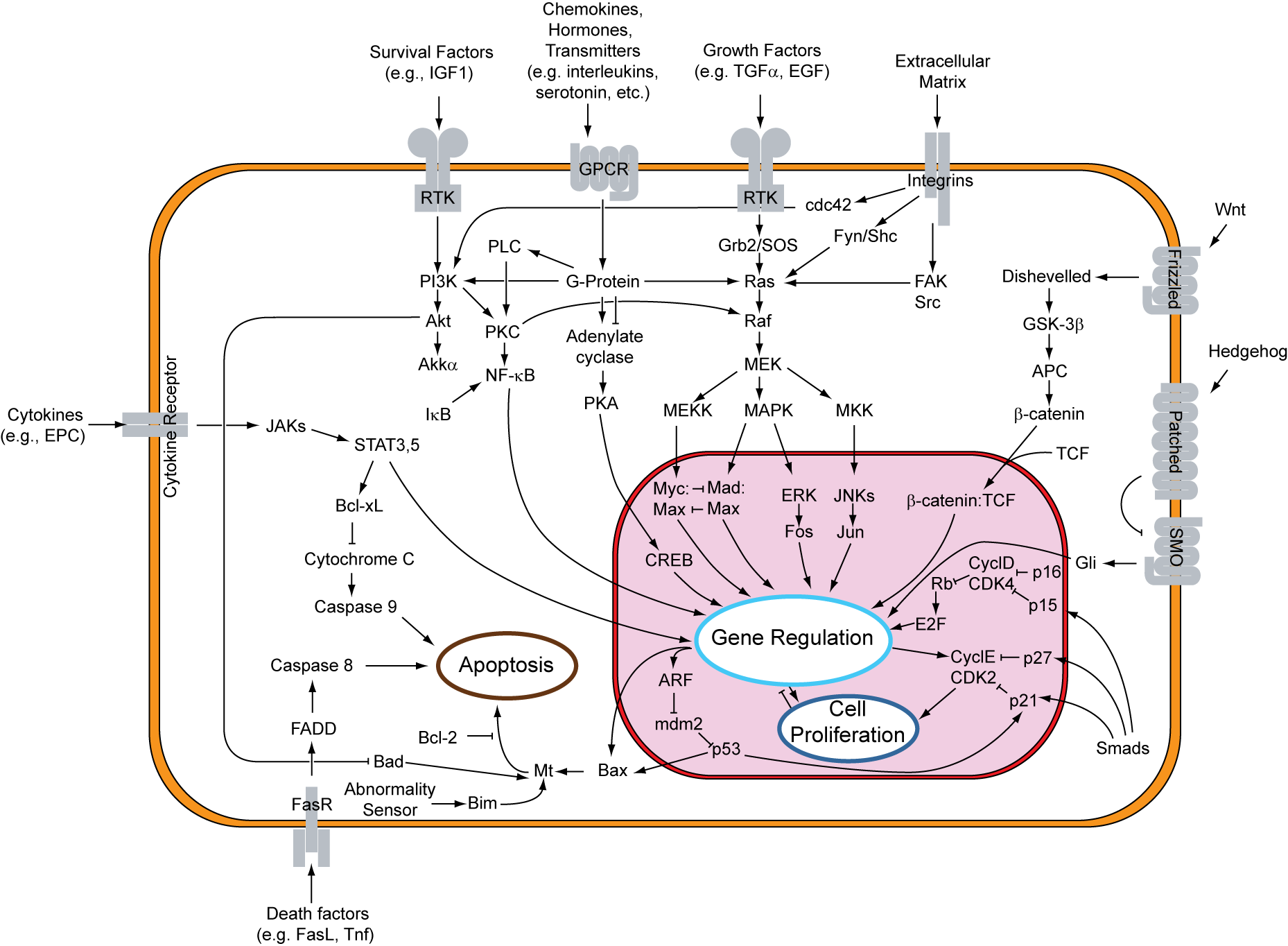
Esquema de las rutas de transducción de señales implicadas en el proceso de apoptosis.

La proteína Mdm2 ha demostrado ser capaz de interaccionar con:
- HDAC1[2]
- RPL26[3]
- FKBP3[4]
- CCNG1[5]
- HTATIP[6]
- GNL3[7]
- DAXX[8]
- PSME3[9]
- IGF1R[10]
- RRM2B[11]
- FOXO4[12]
- Proteína ribosomal L5[13][14][7]
- Abl[15]
- RYBP[16]
- HIF1A[17][18]
- PCAF[19]
- Proteína de unión a TATA[20][21]
- P73[22][23]
- CTBP2[24]
- NUMB[25][26]
- p53[27][28]
- p16[13][29][30][31][8]
- Ciclina G[32]
- PSMD10[33]
- EP300[34]
- CTBP1[24]
- Mdm4[35][36][37][38]
- RPL11[13][7]
- Proteína de la leucemia promielocítica[39][40][41][42]
- Dihidrofolato reductasa[43]
- Arrestina beta 2[44][45][46]
- Arrestina beta 1[45][46]
- Ubiquitina C[8][47][48]